# Obelisco da Bahia
O Obelisco da Bahia, também conhecido como Obelisco 2 de Julho, é um monumento localizado no município de Ilhéus, no estado brasileiro da Bahia. Encontra-se na Praça Dois de Julho.

## História
A fundação do obelisco foi em homenagem ao Independência da Bahia de 1823, data da vitória dos baianos contra tropas portuguesas e em favor da independência do Brasil. Teve sua construção durante o governo de Mário Pessoa, então prefeito de Ilhéus, e foi solenemente inaugurado em 2 de julho de 1927.
O entorno do monumento inclui um belvedere com uma balaustrada, que atua como mirante para o mar, sendo tais características já presentes no projeto original.
O obelisco possuía placas de bronze em suas laterais que homenageavam nomes de destaque da Bahia na luta pela independência, como Joana Angélica, Maria Quitéria e Domingos Borges de Barros. Entretanto, as placas foram saqueadas ao longo das décadas devido a seu valor financeiro. A última placa remanescente, que fazia uma alusão a Funil - local de uma histórica batalha na luta pela independência - desapareceu entre os anos de 2019 e 2020.

Segundo o jornal Correio de Ilhéos, as inscrições do monumento eram as seguintes:
"Na frente estão as seguintes: Independencia ou Morte – Joanna Angelica – Anna Nery – Maria Quiteria – Ilhéos aos heróes de 2 de Julho de 1823 – AVENIDA 2 DE JULHO, ADMINISTRAÇÃO DO DR. MARIO PESSOA. 
Do lado do Norte: – 2 de Julho de 1823 – Labatut – Lima e Silva – Cypriano Barata – Cochrane – Montezuma
Do lado do Sul: Porto Seguro – Funil – Cachoeira – Itaparica – Pirajá – Cabrito 

Lado do mar – Ilhéos – Carneiro de Campos – Rodrigo Brandão – Borges de Barros – Lino Coutinho – 2 de Julho de 1927"

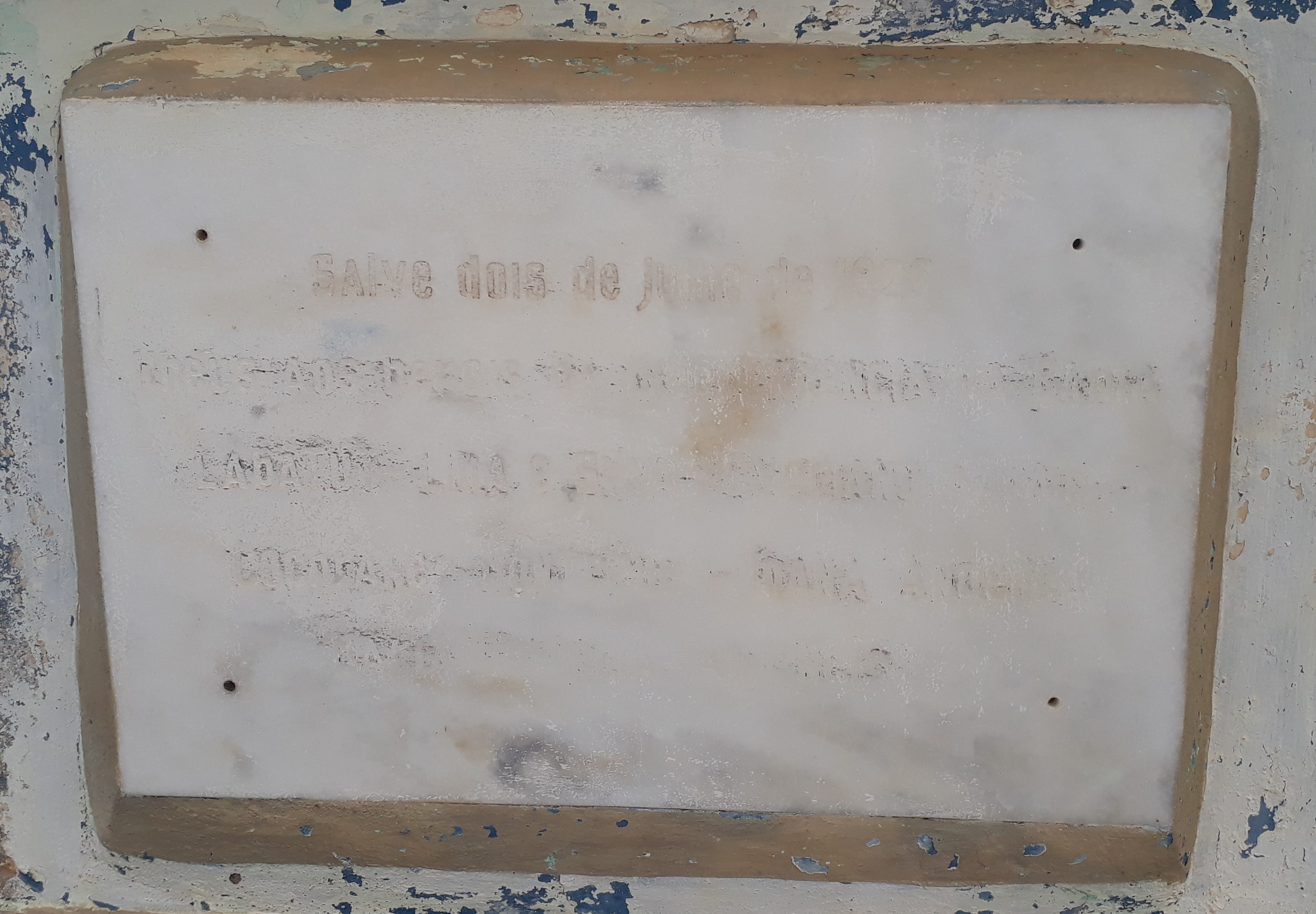
Detalhe de placa desgastada do Obelisco, em que se lê "Salve dois de julho"

Por seu estado de abandono, o obelisco é frequente alvo de projetos públicos de restauração de patrimônio histórico.